# رتبة خمسة نجوم

الشارات المستخدمة من قبل جنرالات الولايات المتحدة الأمريكية

رتبة خمس نجوم هي رتبة عسكرية رفيعة جدًا، أنشئت لأول مرة في الولايات المتحدة في عام 1944، من فئة الخمس نجوم،  ورتب مماثلة في بلدان أخرى. المرتبة هي أعلى رتب القادة العسكريين، وضمن «مقياس الرتبة القياسي» لحلف الناتو، يتم تعيينها من خلال رمز OF-10.
ليس كل القوات المسلحة لديها مثل هذه الرتبة، وفي تلك التي تحمل الشارات الفعلية لـ «الرتب الخمس نجوم» قد لا تحتوي على خمس نجوم. على سبيل المثال: تحتوي الشارة الخاصة بالفرنسية لـ OF-10 maréchal de France على 7 نجوم؛ تحتوي شارة المارشال البرتغالية على أربعة نجوم ذهبية؛ والعديد من شارات الرتب في دول الكومنولث لا تحتوي على أي نجوم على الإطلاق.

## الأندونيسية من فئة الخمس نجوم

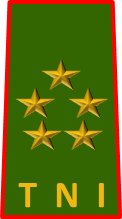
جنديرال بشار رتبة شارة
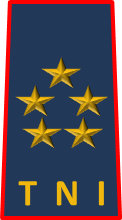
Laksamana besar رتبة شارة
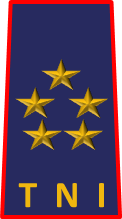
Marsekal besar رتبة شارة